# Tripogandra palmeri
Tripogandra palmeri là một loài thực vật có hoa trong họ Commelinaceae. Loài này được (Rose) Woodson miêu tả khoa học đầu tiên năm 1942.